# Chu Văn Đạt
Chu Văn Đạt (sinh ngày 10 tháng 10 năm 1952  –  mất ngày 5 tháng 10 năm 2023) là một chính khách người Việt Nam. Ông nguyên là giám đốc sở Tài chính tỉnh Nam Định, nguyên Ủy viên Ban Chấp hành Trung ương Đảng Cộng sản Việt Nam khóa X, nguyên Bí thư tỉnh ủy Nam Định, nguyên Phó Trưởng ban tuyên giáo Trung ương Đảng. Ông cũng từng là đại biểu Quốc hội Việt Nam khóa XII, thuộc đoàn đại biểu Nam Định.

## Qua đời
Ông qua đời trước 5 ngày sinh nhật thứ 71 tuổi vào ngày 5 tháng 10 năm 2023. Ông được an táng tại Nghĩa trang nhân dân Kim Hưng ở tỉnh Nam Định vào ngày 7 tháng 10 sau đó.